# Gervais Mendo Ze
Pour les articles homonymes, voir Ze.
Gervais Mendo Ze, né le 25 décembre 1944 à Nkongmekak dans l'arrondissement de Meyomessala et mort le 9 avril 2021 à Yaoundé, est un professeur linguiste, dramaturge, auteur-compositeur, ministre délégué camerounais et ancien Directeur général de la Cameroon Radio Television (CRTV) qu'il dirige de 1988 à 2004.
Inculpé pour détournements de fonds publics, il est incarcéré en 2014 et condamné à 20 ans de prison ferme.

## Biographie

### Enfance, débuts et formation
Gervais Mendo Zé est né le 25 décembre 1944 à Nkongmekak dans l'arrondissement de Meyomessala, dans le Département du Dja et Lobo dans la province du Sud Cameroun.
En 1960, il obtient son certificat d’études primaires élémentaires. Il est ensuite admis au collège Kisito.
En 1968, Gervais Mendo Ze obtient son baccalauréat Série D, « Sciences expérimentales ». 
Il rejoint ensuite la faculté des lettres de l’Université fédérale du Cameroun.
En 1971, il est reçu à la Licence ès lettres. Enfin, pour finaliser ses travaux de thèse de Doctorat de troisième cycle en stylistique et grammaire françaises. Il rejoint alors l’Université de Bordeaux III.
En 1982, au sein de la même université, qu’il soutient sa thèse de doctorat d’État en linguistique, avec mention.

### Carrière
Avant l'obtention de sa licence en Lettres modernes, il dispense des cours au Collège Madeleine, en classe Terminale A4.
En 1973, il est assistant au Département de français de l'Université de Yaoundé. L'année suivante, il est chargé de cours.
En 1975, il devient coordonnateur de la section Langue du même Département.
En 2004, il est nommé ministre délégué à la Communication, avant d'être limogé en 2005.

## Détournements de fonds publics
Dans le cadre de l'opération anti-corruption Épervier, il est placé sous mandat de détention provisoire à la prison centrale de Yaoundé à partir de 12 novembre 2014.
Les accusations initiales portent sur des détournements de fonds publics de la CRTV. Il est finalement condamné en 2019 à 20 ans de prison ferme pour le détournement de 18 milliards de francs CFA (environ 27,4 millions d’euros) dans les budgets de fonctionnement de la télévision nationale ainsi que directement dans la redevance audiovisuelle en 2004 et 2005 alors qu'il était déjà ministre,.
Au début de l'année 2021, son état de santé commence à détériorer. 
Gervais Mendo Ze meurt le 9 avril 2021 à l'âge de 77 ans, à l'Hôpital Central de Yaoundé. 

### La Voix du Cénacle
En 1992, Gervais Mendo Ze fonde La Voix du cénacle, une chorale « ostensiblement prosélyte pour la Vierge Marie ». Il l'entretient à grands frais et l'impose régulièrement sur les ondes de la télévision publique, qu'il dirige à l'époque.